# Sant'Elia (Rieti)
Sant'Elia is een plaats (frazione) in de Italiaanse gemeente Rieti, circa 7 km van de stad Rieti.